# Omphalotus olearius
Omphalotus olearius (DC.) Singer, Pap. Mich. Acad. Sci. 32: 133 (1946).
L'Omphalotus olearius è un fungo assai pericoloso, facilmente riconoscibile per il colore arancio del carpoforo e per via delle lamelle decorrenti e bioluminescenti, cioè visibili al buio per via di alcuni pigmenti ivi ubicati.

Ciononostante non è infrequente che i meno esperti lo confondano con specie eduli che gli somigliano anche molto vagamente, in primis con esemplari giganti di Cantharellus cibarius che però possiede "creste" al posto delle "lamelle".

## Descrizione della specie

### Cappello
Cappello di 5–12 cm, poco carnoso, elastico, presto depresso o imbutiforme. 
Cuticolafibrillosa, lucida, di colore giallo-arancione, arancio-rossastra o rosso brunastro.
Marginea lungo involuto, poi disteso ed ondulato, spesso con fessure radiali.

### Lamelle
Lamelle fitte e sottili, molto decorrenti, da giallo oro a giallo zafferano, giallo arancio, con lamellule.

### Gambo
5-14 x 1-1,5 cm, cilindrico e slanciato, eccentrico e sinuoso, attenuato alla base, fibrillato, da giallo a bruno, rosso-brunastro.

### Carne
Elastica, tenace e fibrosa, giallo zafferano.
- Odore: insignificante, leggermente sgradevole.
- Sapore: insignificante, dolciastro ed astringente.

### Spore
Crema in massa, lisce e subsferiche, non amiloidi, 4,5-7 x 4,5-6,5 µm.

## Habitat
Cresce nei boschi termofili, cespitoso alla base di vecchi alberi o su ceppaie di latifoglie, dall'estate all'autunno.

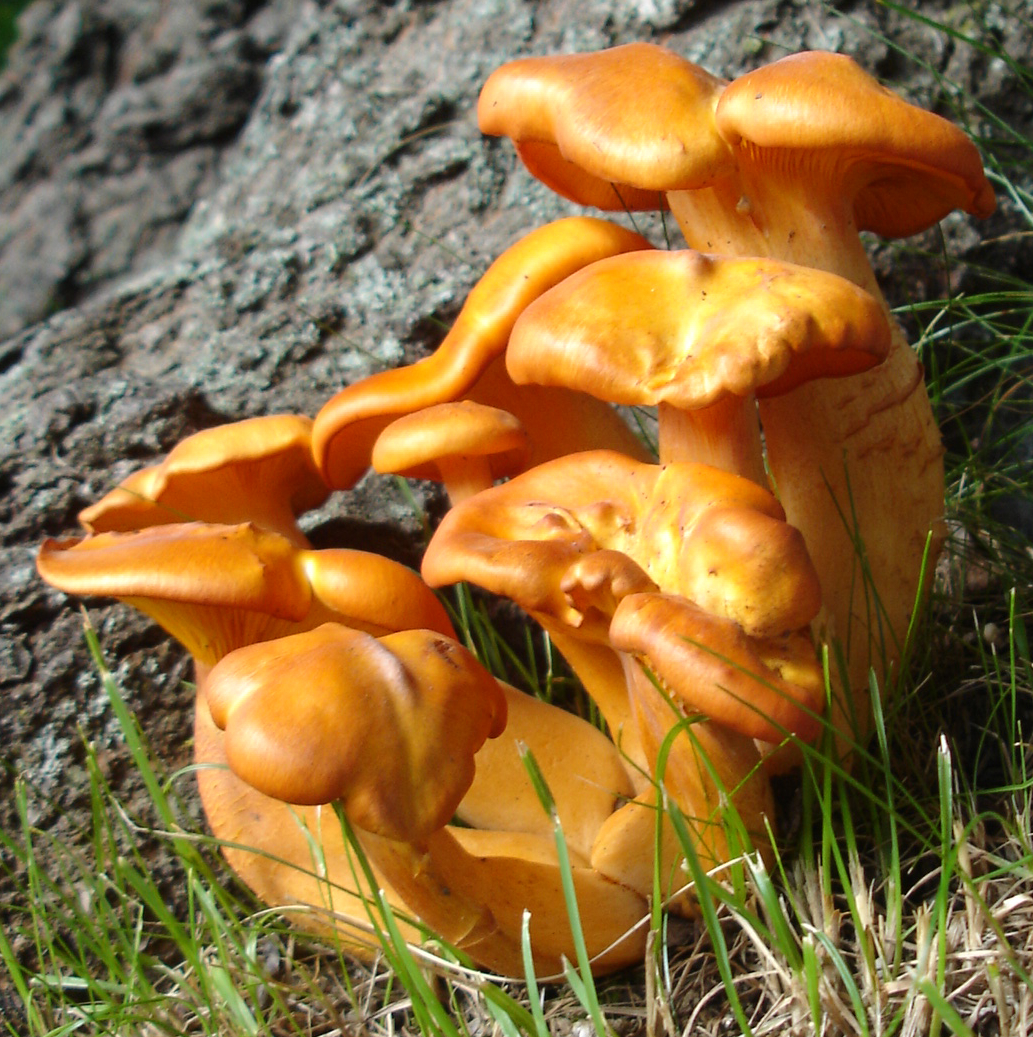
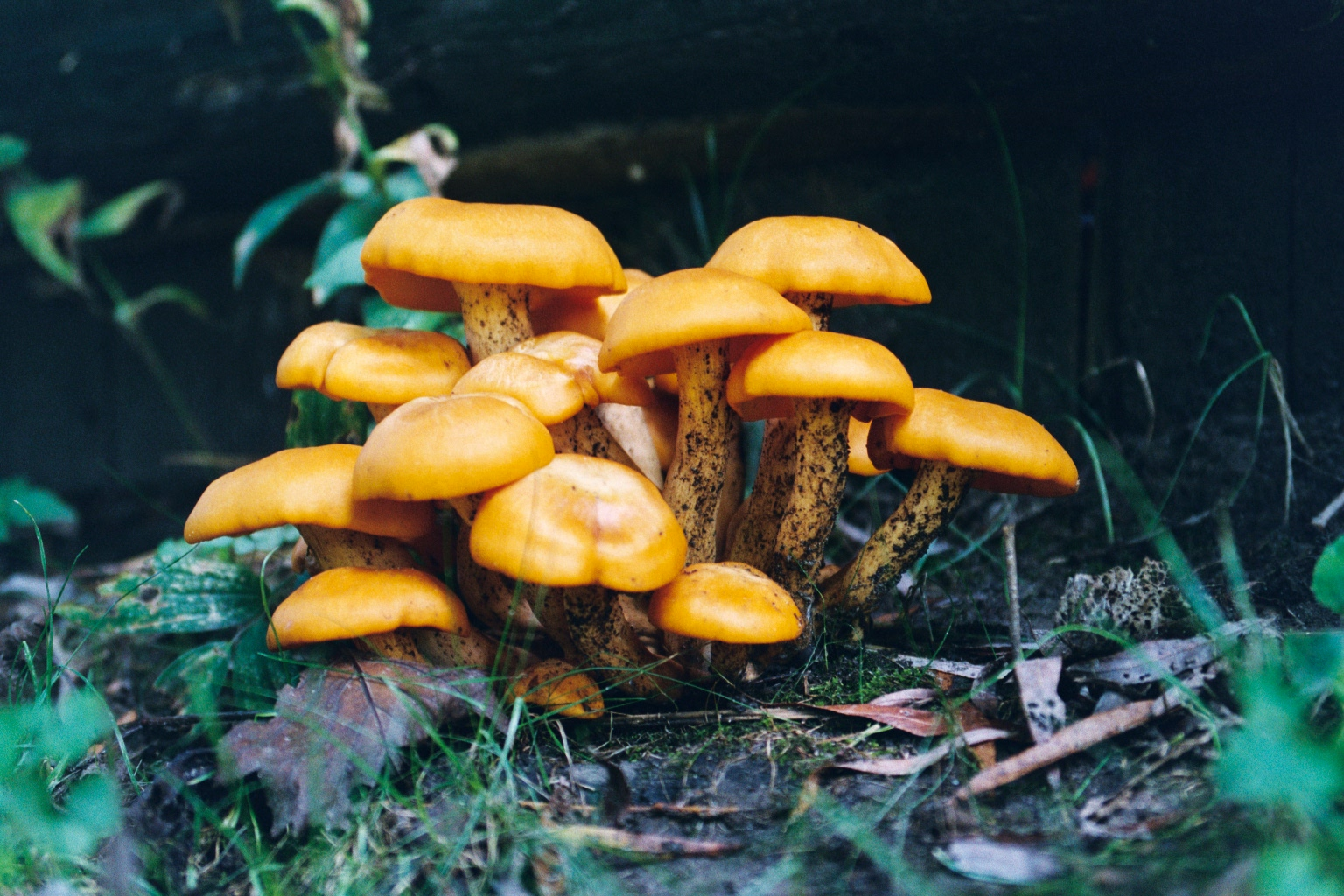
Cespo di O. olearius
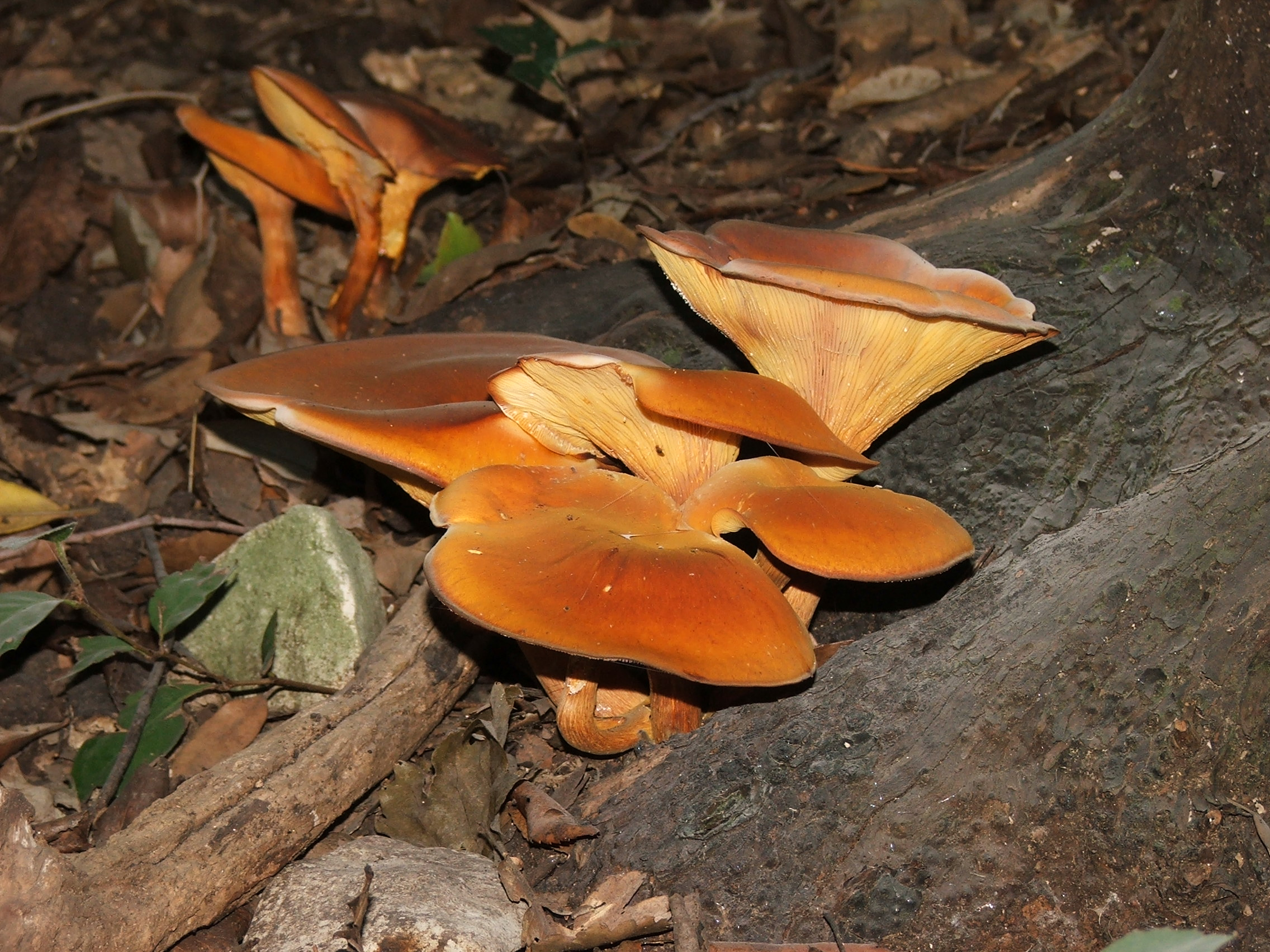
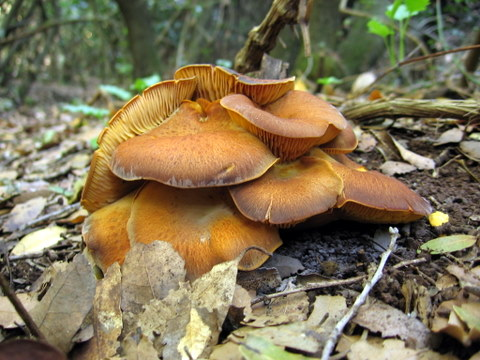
Omphalotus olearius

## Commestibilità
Molto velenoso, a volte anche mortale.
Provoca sindrome di tipo pardinico, gastrointestinale ed a breve incubazione, anche di grave entità.

## Etimologia
- Genere: dal greco omfalòs = ombelico, con depressione al centro.
- Specie: dal latino olearius = attinente all'olio, all'olivo, per il presunto habitat di crescita.

## Binomi e sinonimi obsoleti
- Agaricus olearius DC., in de Candolle & Lamarck, Fl. Franç., Edn 3 (Paris) 5/6: 44 (1815)
- Clitocybe olearia (DC.) Maire, (1933)
- Pleurotus olearius (DC.) Gillet, Hyménomycètes (Alençon): 344 (1874)

## Nomi comuni
- Fungo dell'olivo
- Schiantafamiglie (Toscana, Valdera)
- (FR)  Clitocybe de l'Olivier
- (EN)  Jack o'lantern mushroom

## Specie simili
L'O. olearius viene spesso confuso con:
- Cantharellus cibarius, che è però un fungo terricolo e non ha vere lamelle.
- Armillaria tabescens e specie congeneri.
- Raramente è stato confuso con qualche specie di Pleurotus.

## Inquadramento tassonomico
Questa specie, nel corso degli anni, è stata inserita in diversi generi, come Pleurotus Gillet (1874), Clitocybe R. Maire (1916), Armillariella Singer (1943), Flammula Quélet (1886), Dryophila Quelét (1888) e Omphalotus Fayod (1889).